# Juan Maria Schuver
Joannes (Juan) Maria Schuver (Amsterdam, 26 februari 1852 - Tek (Soedan), 22 augustus 1883) was een Nederlandse journalist en ontdekkingsreiziger.

## Leven en werk
Jan Schuver werd in 1852 geboren in een handelsfamilie. Zijn schooltijd bracht hij door op het internaat van het St. Willibrorduscollege in Katwijk. Een grand tour met zijn vader door Europa maakte daarna de reiziger in hem wakker. Vanuit Spanje versloeg hij vanaf eind 1873 de Derde Carlistenoorlog. Daar nam hij de naam Juan aan in plaats van Jan. Na de dood van zijn vader in 1879 legde hij zich, financieel onafhankelijk, toe op ontdekkingsreizen. Na een voorbereiding bij de Royal Geographical Society in London reisde hij onder meer naar Egypte en Soedan.
Tijdens een van die reizen, in het tegenwoordige Zuid-Soedan, werd hij na een ruzie in het dorp Tek bij Meshra el-Rek door een Dinkastrijder met een speer gedood.

## Nalatenschap
Behalve vele tientallen journalistieke artikelen en enkele bijdragen aan wetenschappelijke tijdschriften resten van Schuver vooral enige correspondentie, bij de Universiteitsbibliotheek Leiden, en enige voorwerpen, bewaard in het Wereldmuseum Leiden.

## Trivia
Het boek De Nijl in mij van de Nederlandse schrijfster Fleur van der Bij is geïnspireerd op het leven van Jan Schuver.

## Publicaties
- Juan Maria Schuver's travels in North East Africa 1880-1883. Ed. by Wendy James, Gerd Baumann and Douglas H. Johnson.(The Hakluyt Society, 2nd series, 184). London, The Hakluyt Society, 1996. ISBN 0-904180-45-X
- Juan Maria Schuver: 'Reisen im oberen Nilgebiet. Erlebnisse und Beobachtungen auf der Wasserscheide zwischen Blauem und Weissem Nil und in den ägyptisch-abessinischen Grenzländern 1881 und 1882'. In: Petermanns geographische Mitteilungen. Ergänzungsheft ; Nr. 72 (1883)
- 'Nijlreizen. Schetsen van Juan Marie Schuver', in Tijdschrift van het Nederlandsch Aardrijkskundig Genootschap, serie 2, I (1884), afd. Verslagen en Aardrijkskundige Mededeelingen, 119-134

## Bron
- Jolanda Geerse, 'Joannes Maria Schuver (1852-1883)', in:  Biografisch Woordenboek van Nederland

- Bibsys: 97033180
- Bibliothèque nationale de France: cb13187909p (data)
- Biografisch Portaal: 41288200
- Digitale Bibliotheek voor de Nederlandse Letteren: schu120
- Gemeinsame Normdatei: 119480778
- International Standard Name Identifier: 0000 0000 8139 7468
- Library of Congress Control Number: n96120768
- Nationale Bibliotheek van Israël: 987007442938005171
- Nederlandse Thesaurus van Auteursnamen: 153139331
- Système universitaire de documentation: 114345341
- Virtual International Authority File: 59895115
- WorldCat: E39PBJkD3ghQyCry7QPfWyBpT3